# كبرئيل موشي كورية
گبرئيل موشي گَورية (بالسريانية: ܓܒܪܐܝܠ ܡܘܫܐ ܓܘܪܝܐ)‏ هو المسؤول السياسي للمنظمة الآثورية الديمقراطية وناشط سياسي سرياني/آشوري سوري.

## سيرته
ولد كبرئيل موشي في مدينة القامشلي بشمال شرق سوريا عام 1962 لعائلة سريانية أرثوذكسية. ألتحق بجامعة حلب حيث تخصص بالهندسة الزراعية وتخرج منها سنة 1984. أنظم للمنظمة الآثورية الديمقراطية (مطكستو) وأصبح من أبرز قادتها في سوريا.
كان لكبرئيل موشي موقفا داعما للاحتجاجات السلمية التي سبقت الحرب الأهلية السورية سنة 2011.
أعتقل كورية من قبل السلطات السورية في 19 كانون الأول 2013. وأدانت العملية عدة جهة حقوقية وسياسية بضمنها الولايات المتحدة.